# عزت‌الله هدایت
عزت الله خان هدایت معروف به «عزت الله خان کمیسر» از مشروطه‌خواهان گیلان و از اعضای مرکزی جنبش جنگل بود.
وی در جوانی به جریانات مشروطه (حکومت قانون) خواهی پیوست. پس از انقلاب محرم ۱۳۲۷ ه. ق که در رشت به وقوع پیوست و در نهایت منجر به فتح تهران و بازگشت مشروطیت گردید، هدایت وارد خدمت نظمیه (شهربانی) رشت شد و به عنوان کمیسر (رئیس شهربانی سابق) یکی از محلات این شهر مشغول به کار گردید و از همین ایام به عزت الله خان کمیسر نامبردار شد.
هدایت در نهضت جنگل به پیشوایی میرزا کوچک خان جنگلی نیز همراه میرزا بود و از اعضای مرکزی انجمن رهبری نهضت و وکیل جنگلی‌ها در رشت بود. در رویداد یورش به رشت توسط انگلیسی‌ها خانه وی در سبزه میدان را به آتش کشیدند.